# Rybiny
Rybiny – wieś w Polsce położona w województwie kujawsko-pomorskim, w powiecie radziejowskim, w gminie Topólka.

## Podział administracyjny
W latach 1975–1998 miejscowość administracyjnie należała do województwa włocławskiego.

## Demografia
Według Narodowego Spisu Powszechnego (III 2011 r.) liczyła 84 mieszkańców. Jest 25. co do wielkości miejscowością gminy Topólka.

## Historia wsi
Wieś z metryką sięgającą XIII wieku. W połowie XIII w. nadana klasztorowi cystersów w Koronowie (zobacz Słownik tom XV, s.412). Następnie wchodziły wraz z Rybinkami w skład dóbr Orle, należących do biskupów kujawskich, później (od roku 1815) rządowych. W XIX wieku Rybiny to wieś i kolonia w powiecie nieszawskim, gminie Czamanin, parafii Orle. W 1827 r. spisano 6 domów i 63 mieszkańców. W roku 1885 miały 100 mieszkańców i 253 mórg gruntu (prawdopodobnie wraz z Rybinkami).